# العمود (ماهلية)

تعديل مصدري - تعديل

العمود هي إحدى قرى عزلة العمود ال طالب بمديرية ماهلية التابعة لمحافظة مأرب، بلغ تعداد سكانها 588 نسمة حسب تعداد اليمن لعام 2004.